# Anna Maria Zetterstrand
Anna Maria Zetterstrand, född Appelgren 1 februari  1763 i Närke, död 30 oktober 1844 i Norrköpings Hedvigs församling, Östergötlands län, var en svensk kalaskokerska. Hon var mor till Johan Zetterstrand.

## Biografi
Anna Maria Zetterstrand var född i Närke och flyttade till Norrköping, där hon arbetade som hushållerska. Hon gifte sig 1797 med åldermannen i skräddarmästareskrået, Gottfried Zetterstrand. De fick fem barn, som alla levde till vuxen ålder.
Anna Maria Zetterstrand hade lärt sig finare matlagning under sin anställning i adliga hus men var trots det kritisk mot slöseri och onödig lyx. Hon sade själv att hon många gånger måst laga rätter som hon funnit alltför överdådiga. Hon uppskattade värdet av och kvalitén hos närproducerade råvaror och anses vara den första som använde blåbär till sylt, kräm, m.m. Detta bär hade tidigare brukats enbart för medicinskt ändamål. 
Anna Maria Zetterstrands verksamhet sträckte sig långt utanför Norrköpings gränser. Förutom att hon anlitades för bjudningar och fester, undervisade hon unga flickor i matlagningskonsten och hade en butik där hon sålde och tog emot beställningar på maträtter och bakverk. Dottern Sofia Maria Zetterstrand hjälpte henne i den verksamheten och drev den också vidare efter moderns död.
1863 gav hennes dotter Sofia Maria Zetterstrand ut sin mors receptsamling i Kok- och Hushålls-bok, grundad på 80-årig öfning och erfarenhet i kokkonsten och hushållningen. Den kom ut med sin sjätte upplaga 1905.